# Esplugues de Llobregat
Esplugues de Llobregat (katalanskt uttal: [əsˈpluɣəz ðə ʎuβɾəˈɣat], spanska: Esplugas de Llobregat) är en ort och kommun i provinsen Barcelona i den autonoma regionen Katalonien i nordöstra Spanien. Orten ligger cirka 7,5 kilometer väster om centrala Barcelona. Kommunen har 47 613 invånare (2024), på en yta av 4,52 km².